# Ichikawa Danjūrō I
Ichikawa Danjūrō I (初代市川団十郎 Ichikawa Danjūrō?,  Edo, 1660 - ibídem, 23 de marzo de 1704) fue un actor y dramaturgo de teatro kabuki, notable por sus contribuciones a esta forma dramática durante el periodo Genroku, especialmente su estilo aragoto de interpretación y la invención del maquillaje kumadori.
Como dramaturgo, escribió las primeras versiones de varias obras clásicas del repertorio de kabuki, entre las que se encuentran El enfrentamiento de los hermanos Soga (1676), Narukami (1684), Shibaraku (1697) y Fudō (1697). Todas ellas se siguen representando en la actualidad.
Fue el fundador de una de las casa de actores más importantes en kabuki, la Naritaya, íntimamente asociada con el teatro de Edo y con el estilo aragoto. Es importante también su colección de obras conocida como Kabuki Jūhachiban, recopilada por Ichikawa Danjūrō VII (1791-1859) en 1840, y que incluye 7 obras atribuidas a Ichikawa Danjūrō I.